# نتيجة صحية
هو نظام تسجيل تستخدمه العديد من شركات الصحة المتنقلة بطرق مختلفة تتبع صِحة الفرد عبر قياس كمي للذات ومساعدة تطبيقات الهاتف المحمول والشبكات الاجتماعية وعناصر التلعيب. وفقاً لهم عند تتبعهُ بمرور الوقت، فإنه يوفر مؤشراً اتجاهياً جيداً لكيفية تطور صِحة المستخدمين ورفاهيتهم بمرور الوقت. يختلف محرك التسجيل بشكل كبير من شركة إلى أخرى وفي بعض الحالات يكون محرك التسجيل علامة تجارية أو براءة اختراع كما في حالة daadoo الصحة غير مرئية وبالتالي فإن جميع الدرجات الصحية المستخدمة تشترك في شيء واحد: التقاط وقياس الصحة والعافية وجعلها مرئية.

## نظرة عامة
الصحة غير مرئية وغير ملموسة: الفرضية الأساسية لمفهوم التقييم الائتماني الصحي هو أن ما يمكن قياسه يمكن إدارته. إذا كان بإمكانك قياس الصحة والعافية بشكل جيد كمؤشر فيمكنك البدء في العمل معها. لا توجد أي من الدرجات الصحية المتاحة في التشخيص الطبي فهي كلها منتجات نمط الحياة إذ يجب فهم النتيجة الصحية المستخدمة كمؤشر، وهو رقم يساعدك على التعامل معها. تتحرك النتيجة عادةً لأعلى أو لأسفل ما يشير إلى التحسن عندما تتحرك لأعلى والعكس صحيح، تكون الدرجات الصحية الأبسط المتاحة أكثر ثباتًا في طبيعتها وتوفر رقمًا بناءً على بعض المدخلات المقدمة. تكون النتائج الصحية الأكثر تعقيدًا ديناميكية وتعمل في الوقت الفعلي وتتغير (مثل التمارين والتغذية والتوتر والنوم). تدعي معظم الدرجات الصحية أنها تستند إلى بيانات علمية. تستخدم النماذج الأبسط نموذجًا واحدًا أو عدة نماذج وتزعم الدرجات الصحية الأكثر تعقيدًا أنها تتضمن قدرًا هائلاً من النماذج وسنوات من البيانات السريرية للأشخاص.
تستخدم بعض النتائج الصحية بالإضافة إلى الاستبيانات الثابتة أيضًا بيانات ديناميكية ومستمرة، مثل التي جرى التقاطها وتتبعها بواسطة أجهزة تتبع اللياقة أو النشاط أو تطبيقات الهواتف الذكية، على سبيل المثال، يمكن تتبع التمرين تلقائيًا باستخدام تطبيق جوال للهواتف الذكية لتتبع النشاط، أو باستخدام تطبيقات أو أجهزة تتبع اللياقة البدنية من مورد حل نقاط الصحة، أو عن طريق ربط تطبيقات تتبع اللياقة البدنية الشهيرة مثل RunKeeper وأجهزة تتبع النشاط مثل Fitbit أو UP Jawbone..إلخ.
في الماضي كانت المعلومات المتاحة محدودة وأُجريت تعديلات على نمط الحياة إلى حد كبير بمجرد اكتشاف مشكلة صحية، ثم بتوجيه من المتخصصين في الرعاية الصحية اليوم، ويرجع ذلك جزئيًا إلى توافر وسائل الإعلام الإلكترونية. هناك اتجاه بين السكان للحفاظ على صحتهم وفقًا لشروطهم الخاصة، يبدو أن هذا يعجل التحول من النموذج التفاعلي للصحة إلى نهج أكثر استباقية حيث يعمل الفرد على الحفاظ على عافيته قبل ظهور المشاكل، ويقال إن هذا التحول في المواقف له آثار واسعة على كل من الصحة العامة والشركات الفردية. تحسين الصحة من المنطقي أن يؤدي إلى خفض تكاليف الرعاية الصحية وزيادة الإنتاجية في مكان العمل.
تتوفر الآن مجموعة واسعة من التقنيات التي تسمح بجمع البيانات حول المكونات المختلفة للعافية، والعديد منها باستخدام متغير من نظام التقييم الصحي. يشيع أيضًا استخدام أجهزة قياس السمات الجسدية، مثل ضغط الدم وجلوكوز الدم والكوليسترول الكلي من قبل المرضى الذين يعانون أمراضًا مزمنة مثل السكري أو ارتفاع ضغط الدم. علاوة على ذلك، تزداد شعبية الأجهزة التي يمكن أن يستخدمها الأفراد الأصحاء لمراقبة التمارين وإنفاق الطاقة، وتتراوح من أجهزة مراقبة بسيطة لمعدل ضربات القلب أو عدادات الخطوات إلى آلات تمارين محوسبة أكثر تفصيلاً، توفر هذه الأدوات بيانات حول أداء المستخدم ويمكن للكثير تحميل البيانات إلى أنظمة أخرى لتتم معالجتها. مما لا شك فيه، أن أكبر مجال للنمو كان في التطبيقات، والتي سهلت الاستخدام الواسع للأجهزة اللوحية والهواتف الذكية على الرغم من أن بعض هذه التطبيقات قد تكون حيلًا، يقال إن العديد منها أدوات حقيقية جرى التحقق من صحتها للمساعدة في تحسين الصحة والعافية.
الغالبية العظمى من العروض ذات الدرجات الصحية تقع في قطاع نمط الحياة لا في التشخيص الطبي، وبالتالي فإن التجارب السريرية المحتملة لإثبات ما إذا كانت النتيجة دقيقة أم لا، غالبًا ما تكون مفقودة. يخضع عدد صحيح واحد يقيس نتائج الصحة والعافية للعديد من المتغيرات غير المعروفة والبيانات غير الكاملة.